# Боновка
Боновка (укр. Бонівка) — село в Кременецкой городской общине Кременецкого района Тернопольской области Украины.
Код КОАТУУ — 6123489002. Население по переписи 2001 года составляло 552 человека.

## Географическое положение
Село Боновка находится у истоков реки Вилия,
примыкает к городу Кременец.

## История
- 1700 год — дата основания.

## Объекты социальной сферы
- Школа I ст.
- Клуб.
- Фельдшерско-акушерский пункт.